# El templo de las hermosas
El templo de las hermosas (en el original en inglés, Kiss and Make-Up) es una película de comedia romántica estadounidense de 1934 dirigida por Harlan Thompson, protagonizada por Cary Grant y Genevieve Tobin, y coprotagonizada Helen Mack y Edward Everett Horton. El guion es de Harlan Thompson, George Marion, Jr. y Jane Hinton y se basó en la obra de teatro Kozmetika de 1933 escrita por István Békeffi.

## Argumento
El Dr. Maurice Lamar (Cary Grant) es un famoso cirujano plástico y especialista en cosmética en París que transforma a sus adineradas clientas en mujeres más bellas y, a menudo, se gana sus corazones. Deja a Eve Caron (Genevieve Tobin), esposa de Marcel Caron (Edward Everett Horton), tan encantada por su habilidad que abandona a su marido para casarse con él. Durante su luna de miel en la Riviera francesa, Maurice pronto se da cuenta de que las consecuencias de sus propias reglas de belleza son más de lo que puede soportar viendo las numerosas restricciones que Eve se impone para mantener su hermosura. Así, se despide de su nueva esposa y regresa a París con la intención de dejar su profesión y dedicarse a la investigación científica. En busca de un nuevo comienzo, Maurice intenta recuperar el amor de Annie (Helen Mack), su sencilla y relajada secretaria.

## Reparto
| Actor/Actriz          | Personaje          |
| --------------------- | ------------------ |
| Cary Grant            | Dr. Maurice Lamar  |
| Genevieve Tobin       | Eve Caron          |
| Helen Mack            | Annie              |
| Edward Everett Horton | Marcel Caron       |
| Lucien Littlefield    | Max Pascal         |
| Mona Maris            | Condesa Rita       |
| Rafael Alcayde        | Rolando            |
| Toby Wing             | Consuelo Claghorne |
| Dorothy Christie      | Greta              |
| Katherine Williams    | Vilma              |
| Lucille Lund          | Magda              |
| Doris Lloyd           | Mme. Durand        |